# Automotrice FS ALn 873
L'automotrice ALn 873 è un rotabile ferroviario automotore leggero, costruito per le Ferrovie dello Stato (FS) dalla OM nella metà degli anni sessanta, per l'effettuazione di servizi di classe superiore su linee non elettrificate; è sostanzialmente una versione potenziata della ALn 773.

## Storia
Le automotrici del gruppo ALn 873 vennero sviluppate, dalla casa costruttrice OM di Milano, come evoluzione e aggiornamento tecnico delle ALn 773. La serie di venti unità è entrata in servizio nelle linee FS a partire dalla seconda metà degli anni 60. La modifica più sostanziale riguardava la motorizzazione notevolmente più potente.
La prima unità, la ALn 873.3501, venne consegnata alla fine del 1963 ed immessa in servizio l'ultimo giorno dell'anno; la fornitura si concluse nel mese di marzo del 1966.
Le nuove automotrici furono assegnate ai depositi locomotive di Treviso, Cagliari e Roma San Lorenzo. Nel corso della loro carriera hanno effettuato treni direttissimi e relazioni a lunga distanza, come la Freccia della Versilia e la Freccia Sarda. In seguito vennero tutte accentrate al deposito di Verona.

## Caratteristiche

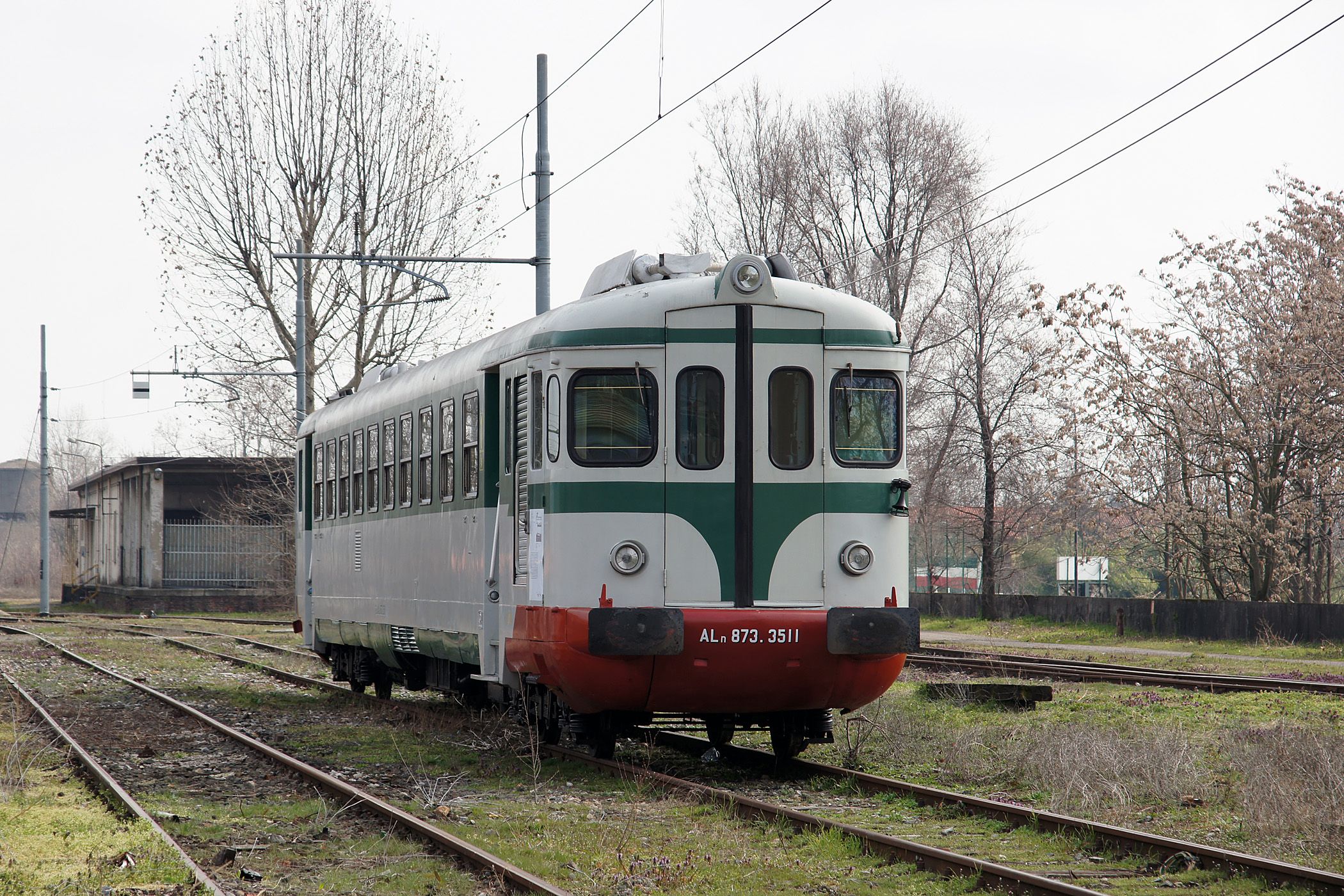
ALn 873.3511 restaurata nella livrea grigio nebbia-verde magnolia d'origine

La ALn 873 è un'automotrice bimotore da 73 posti a sedere, atta al comando multiplo, con cassa in acciaio elettrosaldata poggiante su due carrelli di rodiggio 1A-A1. I motori sono diesel OM/Saurer tipo SDH, a iniezione diretta, a 6 cilindri in linea da 220 kW a 1500 g/m. Il cambio è idraulico di tipo SRM, a variazione continua di coppia. È accoppiato direttamente al rispettivo gruppo motore e trasmette il moto al ponte invertitore di ciascun carrello mediante un albero telescopico a giunto cardanico. Le macchine della seconda serie (dalla 3513 alla 3520) sono dotate di un dispositivo di freno motore che immette aria nei cilindri tramite un'apposita valvola e intercetta contemporaneamente la mandata di carburante, e che interviene in modo automatico disinserendosi al di sotto dei 45 km/h. Hanno anche i carrelli differenti nella sospensione secondaria.
Il riscaldamento della vettura è ottenuto mediante una caldaietta a gasolio Webasto che riscalda sia l'acqua dei motori per l'avviamento in inverno che i termoventilatori dell'ambiente interno.
La frenatura è del tipo tradizionale ad aria compressa continuo e automatico con cilindri che azionano ceppi agenti sulle ruote.
La velocità massima raggiungibile è di 110 km/ora. L'automotrice era fornita di quattro porte a comando elettropneumatico, a battente, poste due per lato, leggermente rientrate rispetto alla cassa. Le scalette di accesso ai vestiboli di ingresso rimanevano all'esterno della cassa.